# Paolo Rudelli
Paolo Rudelli (Gazzaniga, 16 luglio 1970) è un arcivescovo cattolico italiano.

## Biografia
Paolo Rudelli è nato il 16 luglio 1970 a Gazzaniga, in provincia di Bergamo. Originario di Gandino, è stato ordinato presbitero il 10 giugno 1995 dal vescovo Roberto Amadei.
Ha studiato alla Pontificia Università Gregoriana, dove si è laureato in teologia morale e in diritto canonico.

## Carriera diplomatica
Nel 1998 ha iniziato la sua preparazione per il servizio diplomatico alla Pontificia accademia ecclesiastica. Il 1º luglio 2001 è entrato nel servizio diplomatico della Santa Sede e lavorato nelle nunziature di Equador (2001-2003) e Polonia (2003-2006), dopodiché ha lavorato nella sezione per gli affari generali della Segreteria di Stato.
Il 20 settembre 2014 papa Francesco lo ha nominato inviato speciale e osservatore permanente della Santa Sede presso il Consiglio d'Europa a Strasburgo, soltanto un mese prima della visita di Bergoglio nella città.
Il 3 settembre 2019 papa Francesco lo ha nominato nunzio apostolico ed arcivescovo titolare di Mesembria. Viene sostituito a Strasburgo da Marco Ganci il 21 settembre 2019. Ha ricevuto la consacrazione episcopale dal papa il 4 ottobre dello stesso anno.
Il 25 gennaio 2020 il papa lo ha nominato nunzio apostolico in Zimbabwe.
Il 19 luglio 2023 il papa lo ha nominato nunzio apostolico in Colombia.

## Genealogia episcopale e successione apostolica
La genealogia episcopale è:
- Cardinale Scipione Rebiba
- Cardinale Giulio Antonio Santori
- Cardinale Girolamo Bernerio, O.P.
- Arcivescovo Galeazzo Sanvitale
- Cardinale Ludovico Ludovisi
- Cardinale Luigi Caetani
- Cardinale Ulderico Carpegna
- Cardinale Paluzzo Paluzzi Altieri degli Albertoni
- Papa Benedetto XIII
- Papa Benedetto XIV
- Papa Clemente XIII
- Cardinale Bernardino Giraud
- Cardinale Alessandro Mattei
- Cardinale Pietro Francesco Galleffi
- Cardinale Giacomo Filippo Fransoni
- Cardinale Carlo Sacconi
- Cardinale Edward Henry Howard
- Cardinale Mariano Rampolla del Tindaro
- Cardinale Antonio Vico
- Arcivescovo Filippo Cortesi
- Arcivescovo Zenobio Lorenzo Guilland
- Vescovo Anunciado Serafini
- Cardinale Antonio Quarracino
- Papa Francesco
- Arcivescovo Paolo Rudelli

La successione apostolica è:
- Vescovo William Prieto Daza (2024)
- Vescovo Jaime Alberto Cabrera Arcos (2025)

## Pubblicazioni
- Matrimonio come scelta di vita. Opzione vocazione sacramento. G&B Press, 2004. ISBN 9788878390140.